# 五二〇运动

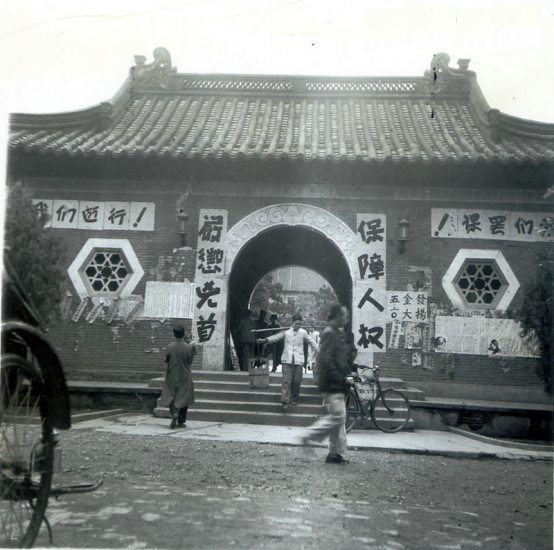
南京金陵大学校门上的标语

五二〇运动，狭义上指1947年5月20日这一天在南京、天津等大城市爆发的学生运动；广义上指1947年5月前后出现的以“反饥饿、反内战、反迫害”为口号的一系列群众运动。該運動是中國學生運動史重要一頁。中共上海局与中国共产党南京市委员会发动“五二〇”学生运动，揭开了第二次國共內戰时期各個城市反中國國民黨活動（公开与秘密相结合）的序幕。

## 历史
1946年11月，国共谈判最后破裂，中共代表团从南京撤回延安。中共中央分管城市工作、国统区工作的周恩来离开南京前对留守人员说：“国统区黑暗严重的时刻又到来了，必须准备坚持艰苦的斗争。”党中央城工部向国统区党组织发出指示：“要长期隐蔽，要做十年八年的准备，不要搞大运动。”
北京大學女學生沈崇案引发的“抗暴运动”扩展到上海时，上海地下学委系统甚至对学生自发响应北平的抗暴行动加以劝阻。后经负责青年工作的朱语今向上海工委负责人华岗提出了应积极响应的意见并转告上海地下学委，上海学生抗暴运动才发动起来。
1946年12月31日，中共中央向国统区各大城市党组织指出：北平学生因美军强奸女生事件，已造成有力的爱国运动，上海、天津亦将响应，望各地响应北平学运，发动游行示威。
1947年1月26日，在沈崇案引發的示威活動结束时，刘晓上报中共中央《学运初步总结》、《学运补充报告》，他表示映上海、南京党组织的领导人已有领导白区斗争的经验。
1947年4月，刘晓在给中央的报告中指出：“抗暴运动以后第二个高潮又将很快到来，5月份可能是这一新高潮的开始，这一高潮要比抗暴有更大社会基础，更广泛，也会更坚强，配合全国军事形势的转变，有一直发展成为高潮的可能……我们在思想上组织上策略上都是为着准备组织与领导这一新的高潮，把蒋管区民主运动向前推进一步。”5月初，南京地下党负责人陈修良回上海的秘密联络点。刘晓首先转达中央指示：“在斗争中要联系到、有时要转移到经济斗争上去，才能动员更广大群众参加，而且易于取得合法形式。有了经济斗争的广大基础，也易于联系反特务反内战的斗争上去。”中央强调“蒋管区民主爱国运动应多从人民为生存而斗争的口号着想，以利群众斗争的发动、深入和继续，一切带全国性的政治斗争，应从参加这一斗争的群众本身的生存问题着想，有计划地转到带地方性的经济斗争中去”。据此，刘晓提出：在京、沪一带先发起一次反饥饿、反内战的活动，由首都先发动，影响大。同时，原钱瑛领导的西南和北平的党组织也将在平、津、云、贵等地发动学生予以配合。陈修良表示：“南京学生工作力量较强，可以先发动起来，关键是其他城市要及时响应，党把这一斗争统一领导起来，扩大规模，就可以形成一个很大的群众运动。”刘晓表示同意。
陈修良回南京后召集地下市委会议，与市委委员谈话，研究贯彻中央的指示。南京学委书记王明远召集学委盛天任、卫永清、沙轶因传达上海局的指示，大家一致赞同立刻行动起来，决定首先从中央大学发难，因为那里有比较强的党员力量和群众基础，尤其是抗战胜利后从重庆回来的新民主主义青年社（简称“新青社”），这是中共外围组织，拥有许多有组织运动能力的骨干，其中许多人后来都入了党，成为重要力量。当时南京市学运的地下领导机构是中共南京市委学委：
- 市委委员、学委书记王明远
- 学委委员、大专分委书记、中央大学工委书记卫永清
- 学委委员、男中分委书记盛天任
- 学委委员、女中分委书记沙轶因

5月4日，南京中央大学、金陵大学、金陵女子文理学院、剧专、音院等校学生，在共产党员引导下，联合在中央大学举行纪念“五四”28周年晚会，提出反对内战、要求和平，反对饥饿、要求提高副食费标准，要求民主、反对国民政府非法逮捕等口号。
1947年5月5日，中共中央发出周恩来起草的关于在蒋管区的工作方针和斗争策略的指示。
5月6日，中央大学教授会发表《要求提高教育经费改善教员待遇宣言》。
5月10日，南京中央大学学生伙食团宣布，因物价猛涨，副食费不能维持到月底。中央大学学生系科代表大会通过决议，要求国民政府按物价指数调整副食费，并决定自12日起罢课请愿，发表《反饥饿斗争宣言》，呼吁平津沪杭汉等地学校采取一致行动。13日请愿无结果。行政院副院长王云五和教育部长朱家骅表示财政困难，食堂问题要在行政院讨论，这一回应引起学生不满。中共南京市委认为国民党一定不会同意，于是准备发动大规模游行示威。
5月15日，中央大学等校学生举行反饥饿游行请愿。南京学生组织了向教育部、行政院的请愿游行，提出“向炮口要饭吃”等口号。清华大学学生发表《为反饥饿反内战罢课宣言》后，燕京大学十余社团声援清华罢课。
5月18日，清华学生宣传反内战反饥饿遭毒打而罢课并写告老师书，平津各大学罢课组织“五一八血案后援会”等，当时北方学运的公开领导机构是华北学联。当日，南京学生冲破国民政府发布的禁止罢工、罢课、请愿游行及镇压学运的训令、法规和《维持社会秩序临时办法》，继续罢课，上海、杭州、苏州有几万学生代表冲破阻拦来到南京声援。
5月20日，南京、上海、苏州、金华等城市的十六所专科以上学校学生六千余人联合向行政院请愿游行示威，高喊“反饥饿，反内战，反迫害”、“取消《维持社会秩序临时办法》”、“抢救教育危机”、“提高教育经费”、“提高教授待遇”、“我们要求最低营养”、“反对内战”、“我们要以行动争取生存”等口号。同日，中央大学发出全体学生告全国同胞书，反對內戰。游行队伍到达南京珠江路口时，遭到军警镇压，先有学生四人被打倒在地，血流满面，立即被逮捕。警察重新喷射水龙，队伍又被第二次冲断。警察抡着木棍，追逐着冲散的同学，现场就有一百零四人被打伤，其中重伤十九人，被捕二十八人。同日，平津近两万名学生也舉行大游行。茅盾、郭沫若等写文章支持“五二〇”精神。冯玉祥也发表了告全国人民书，反对内战，主张和平。
5月20日发生了流血冲突后，当天晚上中共上海局刘晓听取从南京赶回的上海国立大学区委负责人汇报的南京的情况后立即指示上海学委：
1. 必须广泛发动学生群众组织有力的抗议和反击，要号召和组织全国和全市学生总罢课；
2. 要向社会各界充分揭露国民党反动派的罪行，广泛争取和发动社会各界以及上层爱国人士，以各种形式支持和声援学生运动；
3. 斗争总口号应立即加上“反迫害”

5月23日，中共中央得知“五二〇”后，复电上海局刘晓，进一步指导策略。
5月24日，中共上海局决定主动暂停罢课，取消了一些学校准备实行无限期罢课的做法；组织营救被捕学生，争取社会舆论同情。
8月22日，中共中央城工部给上海局、香港分局发出《关于应付蒋匪大批逮捕各地学生的指示》。

## 影響
毛泽东認為通過五二〇运动在蒋管区开辟了“第二条战线”，从而使“蒋介石政府处在人民包围之中”的局面。
通过“五二〇”运动，中共在南京的处境和活动方式发生了重大转折。例如南京公务员方面，涌进了一些參加過‘五二〇’运动的学生，這些人就試圖策反人員、搜集情报。南京一些职工受“五二〇”的影响，也發起反对内战活動，並且要求增加工资，中共藉機在這些人當中發展党组织，一些廠在五二〇後還建立了黨支部。
“五二〇”运动之後，中共又在全国各個城市發起反對國民黨的活動。